# محافظة غوتشانغ
محافظة غوتشانغ ((هانغل: 거창군): غوتشانغ غون) هي محافظة تقع في مقاطعة غيونغسانغ الجنوبية، كوريا الجنوبية. وبلغ عدد سكانها 63،236 نسمة، عام 2014.

## وصلات خارجية
- الموقع الإلكتروني لحكومة المحافظة